# Ligue des champions masculine de l'EHF 2016-2017
Navigation
Ligue des champions 2015-2016 Ligue des champions 2017-2018
La saison 2016-2017 de la Ligue des champions de l'EHF met aux prises 34 équipes européennes. Il s'agit de la 57e édition de la Ligue des champions masculine de l'EHF, anciennement Coupe d'Europe des clubs champions, organisée par l'EHF.
La compétition est remportée pour la première fois par le club macédonien du Vardar Skopje, vainqueur en finale du Paris Saint-Germain.

## Formule

### Participants
Un total de 37 clubs issus de 27 pays sont qualifiés ou ont fait une demande pour obtenir une invitation. Ainsi, conformément au coefficient EHF établi pour la saison 2016/2017, 29 équipes représentant 23 champions nationaux ainsi que les vices-champions d'Allemagne et d'Espagne sont qualifiés :
| Rang | Pays               | Équipe                 | Statut                                   | Répartition              |
| ---- | ------------------ | ---------------------- | ---------------------------------------- | ------------------------ |
| 1    | Allemagne          | Rhein-Neckar Löwen     | 1er du Championnat d'Allemagne           | Poule haute              |
| 1    | Allemagne          | SG Flensburg-Handewitt | 2e du Championnat d'Allemagne            | Poule haute              |
| 2    | Espagne            | FC Barcelone           | 1er du Championnat d'Espagne             | Poule haute              |
| 2    | Espagne            | Naturhouse La Rioja    | 2e du Championnat d'Espagne              | Poule basse              |
| 3    | Hongrie            | Veszprém KSE           | 1er du Championnat de Hongrie            | Poule haute              |
| 4    | France             | Paris Saint-Germain    | 1er du Championnat de France             | Poule haute              |
| 5    | Danemark           | Bjerringbro-Silkeborg  | 1er du Championnat du Danemark           | Poule haute              |
| 6    | Pologne            | KS Kielce              | 1er du Championnat de Pologne            | Poule haute              |
| 7    | Slovénie           | RK Celje               | 1er du Championnat de Slovénie           | Poule haute              |
| 8    | Macédoine          | Vardar Skopje          | 1er du Championnat de Macédoine          | Poule haute              |
| 9    | Roumanie           | Dinamo Bucarest        | 1er du Championnat de Roumanie           | Poule basse              |
| 10   | Suède              | IFK Kristianstad       | 1er du Championnat de Suède              | Poule haute              |
| 11   | Croatie            | RK PPD Zagreb          | 1er du Championnat de Croatie            | Poule haute              |
| 12   | Russie             | Medvedi Tchekhov       | 1er du Championnat de Russie             | Poule basse              |
| 13   | Portugal           | ABC Braga/UMinho       | 1er du Championnat du Portugal           | Tournoi de qualification |
| 14   | Biélorussie        | HC Meshkov Brest       | 1er du Championnat de Biélorussie        | Poule haute              |
| 15   | Suisse             | Kadetten Schaffhouse   | 1er du Championnat de Suisse             | Poule haute              |
| 16   | Ukraine            | HC Motor Zaporijia     | 1er du Championnat d'Ukraine             | Poule basse              |
| 17   | Norvège            | Elverum Handball       | 1er du Championnat de Norvège            | Poule basse              |
| 18   | Serbie             | Vojvodina Novi Sad     | 1er du Championnat de Serbie             | Non participant*         |
| 19   | Slovaquie          | HT Tatran Prešov       | 1er du Championnat de Slovaquie          | Tournoi de qualification |
| 20   | Turquie            | Beşiktaş JK            | 1er du Championnat de Turquie            | Poule basse              |
| 21   | Luxembourg         | Red Boys Differdange   | 1er du Championnat du Luxembourg         | Tournoi de qualification |
| 22   | Finlande           | Riihimäen Cocks        | 1er du Championnat de Finlande           | Tournoi de qualification |
| 23   | Grèce              | AS Fílippos Véria      | 1er du Championnat de Grèce              | Non participant*         |
| 24   | Belgique           | Achilles Bocholt       | 1er du Championnat de Belgique           | Tournoi de qualification |
| 25   | Israël             | Maccabi Tel-Aviv       | 1er du Championnat d'Israël              | Tournoi de qualification |
| 26   | Autriche           | HC Fivers Margareten   | 1er du Championnat d'Autriche            | Non participant*         |
| 27   | République tchèque | Talent MAT Plzeň       | 1er du Championnat de République tchèque | Non participant*         |

À noter que les champions de Grèce (AS Fílippos Véria), d'Autriche (HC Fivers Margareten), de République tchèque (Talent MAT Plzeň) et de Serbie (Vojvodina Novi Sad) ont abandonné leur place attribuée d'office.

### Équipes ayant sollicité une invitation
Parallèlement aux clubs directement qualifiés, les clubs qualifiés pour la Coupe de l'EHF ont la possibilité de déposer un dossier auprès de l'EHF pour obtenir une qualification sur invitation (Wild-Card). Ainsi, un total de 12 clubs issus de 10 pays ont fait une demande pour obtenir une invitation :
| Rang | Pays        | Équipe               | Statut                                        | Répartition,                          |
| ---- | ----------- | -------------------- | --------------------------------------------- | ------------------------------------- |
| 1    | Allemagne   | THW Kiel             | 3e du Championnat d'Allemagne                 | Poule haute                           |
| 3    | Hongrie     | SC Pick Szeged       | 2e du Championnat de Hongrie                  | Poule haute                           |
| 4    | France      | Saint-Raphaël VHB    | 2e du Championnat de France                   | Non retenu, reversé en Coupe de l'EHF |
| 4    | France      | HBC Nantes           | 3e du Championnat de France                   | Poule basse                           |
| 4    | France      | Montpellier Handball | Vainqueur des Coupes de France et de la Ligue | Poule basse                           |
| 5    | Danemark    | Team Tvis Holstebro  | 2e du Championnat du Danemark                 | Poule basse                           |
| 6    | Pologne     | Wisła Płock          | 2e du Championnat de Pologne                  | Poule haute                           |
| 7    | Slovénie    | RK Gorenje Velenje   | 2e du Championnat de Slovénie                 | Tournoi de qualification              |
| 8    | Macédoine   | RK Metalurg Skopje   | 2e du Championnat de Macédoine                | Poule basse                           |
| 14   | Biélorussie | SKA Minsk            | 2e du Championnat de Biélorussie              | Non retenu, reversé en Coupe de l'EHF |
| 17   | Norvège     | ØIF Arendal          | 2e du Championnat de Norvège                  | Non retenu, reversé en Coupe de l'EHF |
| 26   | Autriche    | Bregenz Handball     | 2e du Championnat d'Autriche                  | Tournoi de qualification              |

### Répartition des équipes
La répartition des équipes entre les poules hautes, les poules basses et les tournois de qualifications est dévoilée le 26 juin 2016. Elle est obtenue à partir d'un classement établi selon huit critères :
- qualité de la salle (capacité, qualité du terrain, commodités pour les supporters et les médias, loges VIP...) ;
- contrats de diffusion TV des pays concernés ;
- classement dans le championnat national ;
- spectateurs (nombre, ambiance...) ;
- performances dans les compétitions européennes sur les trois années précédentes ;
- respect du cahier des charges de l'EHF ;
- utilisation des réseaux sociaux.

### Calendrier
| Phase de qualification (2016) |             |                            |    |
| Tournoi de qualifications     | 29 juin     | 3 et 4 septembre           | 8  |
| Phase de groupes (2016-2017)  |             |                            |    |
| Poules basses                 | 1er juillet | 21 septembre au 12 février | 12 |
| Poules hautes                 | 1er juillet | 22 septembre au 12 mars    | 16 |
| Phase finale (2017)           |             |                            |    |
| Demi-finales de poules basses | -           | 4 au 11 mars               | 4  |
| Huitièmes de finale           | -           | 22 mars au 2 avril         | 12 |
| Quarts de finale              | -           | 22 au 30 avril             | 8  |
| Final Four                    | 2 mai       | 3 et 4 juin                | 4  |

## Phase de qualification
Dans ce tournoi de qualifications, huit équipes championnes de leur ligue respective ou ayant reçu une invitation sont réparties en deux groupes de quatre et tentent de gagner l'une des deux places qualificatives mises en jeu.
Les matchs du tournoi de qualification du groupe 1 se déroulent à Prešov en Slovaquie et ceux du groupe 2 se déroulent à Bregenz en Autriche. Les équipes vainqueurs de ces tournois sont qualifiées pour la phase de groupe (Groupe C ou Groupe D). Les équipes classées 2e et 3e sont reversées au troisième tour de qualification de la Coupe de l'EHF et l’équipe classée 4e est reversée au deuxième tour de qualification de la Coupe de l'EHF.

### Composition des chapeaux
| Chapeau 1          | Chapeau 2        | Chapeau 3            | Chapeau 4        |
| ------------------ | ---------------- | -------------------- | ---------------- |
| ABC Braga/UMinho   | HT Tatran Prešov | Achilles Bocholt     | Riihimäen Cocks  |
| RK Gorenje Velenje | Bregenz Handball | Red Boys Differdange | Maccabi Tel-Aviv |

### Groupe 1
Les matchs du groupe 1 se déroulent à Prešov en Slovaquie.
|  | Demi-finales         | Demi-finales        |                        |    | Finale              | Finale              |
|  | Demi-finales         | Demi-finales        |                        |    | Finale              | Finale              |
|  |                      |                     |                        |    |                     |                     |
|  | 3 septembre à 16h15  | 3 septembre à 16h15 |                        |    | 4 septembre à 16h15 | 4 septembre à 16h15 |
|  | 3 septembre à 16h15  | 3 septembre à 16h15 |                        |    | 4 septembre à 16h15 | 4 septembre à 16h15 |
|  | HT Tatran Prešov     | 38                  |                        |    | 4 septembre à 16h15 | 4 septembre à 16h15 |
|  | HT Tatran Prešov     | 38                  |                        |    | 4 septembre à 16h15 | 4 septembre à 16h15 |
|  | Red Boys Differdange | 32                  |                        |    | 4 septembre à 16h15 | 4 septembre à 16h15 |
|  | Red Boys Differdange | 32                  | HT Tatran Prešov       | 23 |                     |                     |
|  | 3 septembre à 13h30  |                     | HT Tatran Prešov       | 23 |                     |                     |
|  |                      | RK Gorenje Velenje  | 21                     |    |                     |                     |
|  | RK Gorenje Velenje   | RK Gorenje Velenje  | 21                     | 28 |                     |                     |
|  | RK Gorenje Velenje   |                     |                        | 28 |                     |                     |
|  | Riihimäen Cocks      | 25                  |                        |    |                     |                     |
|  | Riihimäen Cocks      | 25                  | Match pour la 3e place |    |                     |                     |
|  |                      |                     |                        |    |                     |                     |
|  | 4 septembre à 13h30  |                     |                        |    |                     |                     |
|  |                      |                     |                        |    |                     |                     |
|  | Red Boys Differdange | 21                  |                        |    |                     |                     |
|  | Red Boys Differdange | 21                  |                        |    |                     |                     |
|  | Riihimäen Cocks      | 30                  |                        |    |                     |                     |
|  | Riihimäen Cocks      | 30                  |                        |    |                     |                     |

| Pl. | Équipe               |
| --- | -------------------- |
| 1   | HT Tatran Prešov     |
| 2   | RK Gorenje Velenje   |
| 3   | Riihimäen Cocks      |
| 4   | Red Boys Differdange |

| Pl. | Équipe               |
| --- | -------------------- |
| 1   | HT Tatran Prešov     |
| 2   | RK Gorenje Velenje   |
| 3   | Riihimäen Cocks      |
| 4   | Red Boys Differdange |

### Groupe 2
Les matchs du groupe 2 se déroulent à Bregenz en Autriche.
|  | Demi-finales        | Demi-finales        |                        |    | Finale              | Finale              |
|  | Demi-finales        | Demi-finales        |                        |    | Finale              | Finale              |
|  |                     |                     |                        |    |                     |                     |
|  | 3 septembre à 16h45 | 3 septembre à 16h45 |                        |    | 4 septembre à 16h30 | 4 septembre à 16h30 |
|  | 3 septembre à 16h45 | 3 septembre à 16h45 |                        |    | 4 septembre à 16h30 | 4 septembre à 16h30 |
|  | Bregenz Handball    | 39                  |                        |    | 4 septembre à 16h30 | 4 septembre à 16h30 |
|  | Bregenz Handball    | 39                  |                        |    | 4 septembre à 16h30 | 4 septembre à 16h30 |
|  | Achilles Bocholt    | 31                  |                        |    | 4 septembre à 16h30 | 4 septembre à 16h30 |
|  | Achilles Bocholt    | 31                  | Bregenz Handball       | 32 |                     |                     |
|  | 3 septembre à 19h30 |                     | Bregenz Handball       | 32 |                     |                     |
|  |                     | ABC Braga/UMinho    | 33                     |    |                     |                     |
|  | Maccabi Tel-Aviv    | ABC Braga/UMinho    | 33                     | 27 |                     |                     |
|  | Maccabi Tel-Aviv    |                     |                        | 27 |                     |                     |
|  | ABC Braga/UMinho    | 34                  |                        |    |                     |                     |
|  | ABC Braga/UMinho    | 34                  | Match pour la 3e place |    |                     |                     |
|  |                     |                     |                        |    |                     |                     |
|  | 4 septembre à 13h45 |                     |                        |    |                     |                     |
|  |                     |                     |                        |    |                     |                     |
|  | Achilles Bocholt    | 30                  |                        |    |                     |                     |
|  | Achilles Bocholt    | 30                  |                        |    |                     |                     |
|  | Maccabi Tel-Aviv    | 33                  |                        |    |                     |                     |
|  | Maccabi Tel-Aviv    | 33                  |                        |    |                     |                     |

| Pl. | Équipe           |
| --- | ---------------- |
| 1   | ABC Braga/UMinho |
| 2   | Bregenz Handball |
| 3   | Maccabi Tel-Aviv |
| 4   | Achilles Bocholt |

| Pl. | Équipe           |
| --- | ---------------- |
| 1   | ABC Braga/UMinho |
| 2   | Bregenz Handball |
| 3   | Maccabi Tel-Aviv |
| 4   | Achilles Bocholt |

## Phase de groupe

### Poules hautes
L'équipe terminant première sa poule est directement qualifiée pour les quarts de finale, les équipes classées de la 2e à la 6e place sont qualifiées pour les huitièmes de finale et les équipes classées aux 7e et 8e places sont éliminées. 

#### Groupe A
|   | Équipe                 | Pts | J  | G  | N | P  | Bp  | Bc  | Diff | Dép |  | Résultats (dom.\ext.)  |       |       |       | F     | K     |       |       |       |
| - | ---------------------- | --- | -- | -- | - | -- | --- | --- | ---- | --- |  | ---------------------- | ----- | ----- | ----- | ----- | ----- | ----- | ----- | ----- |
| 1 | FC Barcelone           | 25  | 14 | 12 | 1 | 1  | 413 | 354 | 59   | -   |  | FC Barcelone           |       | 35-32 | 26-23 | 26-23 | 26-25 | 34-19 | 36-28 | 38-25 |
| 2 | Paris Saint-Germain    | 24  | 14 | 12 | 0 | 2  | 451 | 384 | 67   | -   |  | Paris Saint-Germain    | 32-26 |       | 28-24 | 27-22 | 42-24 | 32-27 | 33-30 | 34-26 |
| 3 | Veszprém KSE           | 18  | 14 | 8  | 2 | 4  | 381 | 365 | 16   | -   |  | Veszprém KSE           | 22-25 | 28-29 |       | 34-28 | 21-19 | 30-29 | 31-25 | 32-28 |
| 4 | SG Flensburg-Handewitt | 15  | 14 | 7  | 1 | 6  | 382 | 366 | 16   | -   |  | SG Flensburg-Handewitt | 27-28 | 33-34 | 24-24 |       | 25-26 | 26-24 | 22-20 | 31-26 |
| 5 | THW Kiel               | 12  | 14 | 5  | 2 | 7  | 353 | 376 | -23  | -   |  | THW Kiel               | 27-27 | 28-27 | 25-27 | 22-30 |       | 21-24 | 24-24 | 32-29 |
| 6 | Bjerringbro-Silkeborg  | 8   | 14 | 4  | 0 | 10 | 364 | 396 | -32  | +6  |  | Bjerringbro-Silkeborg  | 23-27 | 30-36 | 24-29 | 19-25 | 25-28 |       | 33-24 | 37-32 |
| 7 | Orlen Wisła Płock      | 8   | 14 | 3  | 2 | 9  | 367 | 401 | -34  | -6  |  | Orlen Wisła Płock      | 23-28 | 25-29 | 28-28 | 30-37 | 24-22 | 28-25 |       | 33-26 |
| 8 | Kadetten Schaffhouse   | 2   | 14 | 1  | 0 | 13 | 370 | 440 | -70  | -   |  | Kadetten Schaffhouse   | 24-31 | 25-35 | 27-28 | 26-29 | 25-30 | 24-25 | 27-25 |       |

| Légende - Directement qualifié pour les quarts de finale - Qualifié pour les huitièmes de finale - Éliminé (7e et 8e place) | - Source : Site de l'EHF - Le Bjerringbro-Silkeborg devance l’Orlen Wisła Płock à la différence de buts particulière (victoire 33-24 et défaite 25-28). |

#### Groupe B
|   | Équipe             | Pts | J  | G  | N | P | Bp  | Bc  | Diff | Dép |  | Résultats (dom.\ext.) |       |       |       |       |       |       |       |       |
| - | ------------------ | --- | -- | -- | - | - | --- | --- | ---- | --- |  | --------------------- | ----- | ----- | ----- | ----- | ----- | ----- | ----- | ----- |
| 1 | Vardar Skopje      | 20  | 14 | 10 | 0 | 4 | 412 | 378 | 34   | -   |  | Vardar Skopje         |       | 40-34 | 30-27 | 26-29 | 31-27 | 25-20 | 35-30 | 32-29 |
| 2 | KS Kielce          | 18  | 14 | 9  | 0 | 5 | 415 | 390 | 25   | -   |  | KS Kielce             | 27-24 |       | 28-24 | 26-34 | 35-27 | 29-25 | 31-23 | 38-28 |
| 3 | SC Pick Szeged     | 17  | 14 | 8  | 1 | 5 | 376 | 350 | 26   | +6  |  | SC Pick Szeged        | 21-23 | 27-29 |       | 28-28 | 24-22 | 26-21 | 27-22 | 33-28 |
| 4 | Rhein-Neckar Löwen | 17  | 14 | 8  | 1 | 5 | 392 | 396 | -4   | -6  |  | Rhein-Neckar Löwen    | 27-33 | 28-25 | 24-30 |       | 25-24 | 25-24 | 31-30 | 30-29 |
| 5 | HC Meshkov Brest   | 14  | 14 | 5  | 4 | 5 | 383 | 385 | -2   | -   |  | HC Meshkov Brest      | 30-26 | 24-29 | 25-23 | 30-28 |       | 21-21 | 29-29 | 32-27 |
| 6 | RK Zagreb          | 9   | 14 | 4  | 1 | 9 | 332 | 356 | -24  | NBE |  | RK Zagreb             | 28-27 | 23-26 | 24-26 | 25-21 | 22-27 |       | 23-21 | 26-23 |
| 7 | RK Celje           | 9   | 14 | 3  | 3 | 8 | 399 | 424 | -25  | NBE |  | RK Celje              | 26-32 | 34-33 | 25-31 | 37-31 | 36-36 | 30-28 |       | 27-28 |
| 8 | IFK Kristianstad   | 8   | 14 | 3  | 2 | 9 | 381 | 411 | -30  | -   |  | IFK Kristianstad      | 23-28 | 29-25 | 21-29 | 29-31 | 29-29 | 29-22 | 29-29 |       |

| Légende - Directement qualifié pour les quarts de finale - Qualifié pour les huitièmes de finale - Éliminé (7e et 8e place) | - Source : Site de l'EHF - Le SC Pick Szeged devance les Rhein-Neckar Löwen à la différence de buts particulière (match nul 28-28 et victoire 30-24). - Le RK Zagreb devance le RK Celje selon la règle du nombre de buts marqués à l'extérieur (30 buts contre 21 buts : victoire 23-21 et défaite 28-30). |

### Poules basses
Les deux premières équipes de chaque poules se qualifient pour des demi-finales de qualification en format croisé (premier contre deuxième de l'autre poule) à l'issue desquelles les vainqueurs sont qualifiées pour les huitièmes de finale. Les équipes classées de la 3e à la 6e place sont quant à elles éliminées.

#### Groupe C
|   | Équipe               | Pts | J  | G | N | P | Bp  | Bc  | Diff |  | Résultats (dom.\ext.) |       |       |       |       |       |       |
| - | -------------------- | --- | -- | - | - | - | --- | --- | ---- |  | --------------------- | ----- | ----- | ----- | ----- | ----- | ----- |
| 1 | Montpellier Handball | 16  | 10 | 8 | 0 | 2 | 302 | 252 | 50   |  | Montpellier Handball  |       | 37-27 | 28-18 | 28-23 | 31-24 | 26-22 |
| 2 | Naturhouse La Rioja  | 11  | 10 | 5 | 1 | 4 | 294 | 286 | 8    |  | Naturhouse La Rioja   | 31-30 |       | 31-25 | 33-27 | 28-21 | 34-37 |
| 3 | RK Metalurg Skopje   | 10  | 10 | 5 | 0 | 5 | 240 | 251 | -11  |  | RK Metalurg Skopje    | 24-30 | 24-23 |       | 26-20 | 18-17 | 31-24 |
| 4 | HT Tatran Prešov     | 9   | 10 | 4 | 1 | 5 | 259 | 271 | -12  |  | HT Tatran Prešov      | 24-28 | 30-27 | 27-22 |       | 25-27 | 30-28 |
| 5 | Elverum Handball     | 8   | 10 | 3 | 2 | 5 | 257 | 274 | -17  |  | Elverum Handball      | 32-31 | 27-32 | 26-31 | 24-24 |       | 28-28 |
| 6 | Medvedi Tchekhov     | 6   | 10 | 2 | 2 | 6 | 273 | 291 | -18  |  | Medvedi Tchekhov      | 27-33 | 28-28 | 25-21 | 28-29 | 26-31 |       |

| - Qualifié pour les demi-finales de qualification - Éliminé (3e à la 6e place) | Source : Site de l'EHF |

#### Groupe D
|   | Équipe              | Pts | J  | G | N | P | Bp  | Bc  | Diff |  | Résultats (dom.\ext.) |       |       |       |       |       |       |
| - | ------------------- | --- | -- | - | - | - | --- | --- | ---- |  | --------------------- | ----- | ----- | ----- | ----- | ----- | ----- |
| 1 | HBC Nantes          | 17  | 10 | 8 | 1 | 1 | 312 | 270 | 42   |  | HBC Nantes            |       | 32-34 | 33-19 | 26-24 | 31-26 | 35-33 |
| 2 | HC Motor Zaporijia  | 15  | 10 | 7 | 1 | 2 | 308 | 272 | 36   |  | HC Motor Zaporijia    | 26-26 |       | 34-28 | 35-27 | 34-28 | 27-23 |
| 3 | Beşiktaş JK         | 11  | 10 | 5 | 1 | 4 | 275 | 289 | -14  |  | Beşiktaş JK           | 28-33 | 23-22 |       | 29-27 | 36-27 | 33-31 |
| 4 | Dinamo Bucarest     | 8   | 10 | 3 | 2 | 5 | 294 | 294 | 0    |  | Dinamo Bucarest       | 26-27 | 35-31 | 26-26 |       | 30-25 | 35-29 |
| 5 | Team Tvis Holstebro | 5   | 10 | 2 | 1 | 7 | 281 | 314 | -33  |  | Team Tvis Holstebro   | 25-35 | 28-30 | 29-25 | 32-32 |       | 34-29 |
| 6 | ABC Braga/UMinho    | 4   | 10 | 2 | 0 | 8 | 289 | 320 | -31  |  | ABC Braga/UMinho      | 29-34 | 22-35 | 27-28 | 34-32 | 32-27 |       |

| - Qualifié pour les demi-finales de qualification - Éliminé (3e à la 6e place) | Source : Site de l'EHF |

#### Demi-finales de qualification
Le vainqueur de chacune des deux demi-finales de qualification obtient sa qualification pour les huitièmes de finale. Les matchs se déroulent entre les 4 et 5 mars (aller) et le 11 mars (retour) :
| Match | Club                | Aller              | Aller   | Score total | Retour  | Retour              | Club                 |
| Match | Club                | Date               | Score   | Score total | Score   | Date                | Club                 |
| ----- | ------------------- | ------------------ | ------- | ----------- | ------- | ------------------- | -------------------- |
| K1    | Naturhouse La Rioja | 5 mars 2017, 20h00 | 25 - 31 | 56 - 68     | 31 - 37 | 11 mars 2017, 20h00 | HBC Nantes           |
| K2    | HC Motor Zaporijia  | 4 mars 2017, 18h00 | 34 - 36 | 63 - 65     | 29 - 29 | 11 mars 2017, 17h00 | Montpellier Handball |

## Phase finale
Douze équipes, dix issues des poules hautes et deux issues demi-finales de qualification des poules basses, jouent des matchs à élimination directe en matchs aller et retour. Les 6 équipes victorieuses rejoignent en quarts de finale les deux équipes ayant terminé premières des poules hautes. Concernant le Final Four, un tirage au sort détermine les équipes qui s'affrontent en demi-finales.
|  | Huitièmes de finale  | Huitièmes de finale    | Huitièmes de finale            | Huitièmes de finale  |                    |                        | Quarts de finale | Quarts de finale | Quarts de finale               | Quarts de finale               |                                |                                | Demi-finales (tirage au sort)  | Demi-finales (tirage au sort)  | Demi-finales (tirage au sort)  | Demi-finales (tirage au sort)  |  |  | Finale                         | Finale                         | Finale                         | Finale                         |
|  |                      |                        |                                |                      |                    |                        |                  |                  |                                |                                |                                |                                |                                |                                |                                |                                |  |  |                                |                                |                                |                                |
|  | 22 et 30 mars        | 22 et 30 mars          | 22 et 30 mars                  | 22 et 30 mars        |                    |                        | 23 et 29 avril   | 23 et 29 avril   | 23 et 29 avril                 | 23 et 29 avril                 |                                |                                | 3 juin, Lanxess Arena, Cologne | 3 juin, Lanxess Arena, Cologne | 3 juin, Lanxess Arena, Cologne | 3 juin, Lanxess Arena, Cologne |  |  | 4 juin, Lanxess Arena, Cologne | 4 juin, Lanxess Arena, Cologne | 4 juin, Lanxess Arena, Cologne | 4 juin, Lanxess Arena, Cologne |
|  | A5                   | THW Kiel               | 24                             | 26                   |                    |                        | 23 et 29 avril   | 23 et 29 avril   | 23 et 29 avril                 | 23 et 29 avril                 |                                |                                | 3 juin, Lanxess Arena, Cologne | 3 juin, Lanxess Arena, Cologne | 3 juin, Lanxess Arena, Cologne | 3 juin, Lanxess Arena, Cologne |  |  | 4 juin, Lanxess Arena, Cologne | 4 juin, Lanxess Arena, Cologne | 4 juin, Lanxess Arena, Cologne | 4 juin, Lanxess Arena, Cologne |
|  | A5                   | THW Kiel               | 24                             | 26                   |                    |                        | 23 et 29 avril   | 23 et 29 avril   | 23 et 29 avril                 | 23 et 29 avril                 |                                |                                | 3 juin, Lanxess Arena, Cologne | 3 juin, Lanxess Arena, Cologne | 3 juin, Lanxess Arena, Cologne | 3 juin, Lanxess Arena, Cologne |  |  | 4 juin, Lanxess Arena, Cologne | 4 juin, Lanxess Arena, Cologne | 4 juin, Lanxess Arena, Cologne | 4 juin, Lanxess Arena, Cologne |
|  | B4                   | Rhein-Neckar Löwen     | 25                             | 24                   |                    |                        | 23 et 29 avril   | 23 et 29 avril   | 23 et 29 avril                 | 23 et 29 avril                 |                                |                                | 3 juin, Lanxess Arena, Cologne | 3 juin, Lanxess Arena, Cologne | 3 juin, Lanxess Arena, Cologne | 3 juin, Lanxess Arena, Cologne |  |  | 4 juin, Lanxess Arena, Cologne | 4 juin, Lanxess Arena, Cologne | 4 juin, Lanxess Arena, Cologne | 4 juin, Lanxess Arena, Cologne |
|  | B4                   | Rhein-Neckar Löwen     | 25                             | 24                   | A5                 | THW Kiel               | 28               | 18               |                                |                                |                                |                                | 3 juin, Lanxess Arena, Cologne | 3 juin, Lanxess Arena, Cologne | 3 juin, Lanxess Arena, Cologne | 3 juin, Lanxess Arena, Cologne |  |  | 4 juin, Lanxess Arena, Cologne | 4 juin, Lanxess Arena, Cologne | 4 juin, Lanxess Arena, Cologne | 4 juin, Lanxess Arena, Cologne |
|  |                      |                        |                                |                      | A5                 | THW Kiel               | 28               | 18               |                                |                                |                                |                                | 3 juin, Lanxess Arena, Cologne | 3 juin, Lanxess Arena, Cologne | 3 juin, Lanxess Arena, Cologne | 3 juin, Lanxess Arena, Cologne |  |  | 4 juin, Lanxess Arena, Cologne | 4 juin, Lanxess Arena, Cologne | 4 juin, Lanxess Arena, Cologne | 4 juin, Lanxess Arena, Cologne |
|  |                      |                        | A1                             | FC Barcelone         | 26                 | 23                     |                  |                  |                                |                                |                                |                                | 3 juin, Lanxess Arena, Cologne | 3 juin, Lanxess Arena, Cologne | 3 juin, Lanxess Arena, Cologne | 3 juin, Lanxess Arena, Cologne |  |  | 4 juin, Lanxess Arena, Cologne | 4 juin, Lanxess Arena, Cologne | 4 juin, Lanxess Arena, Cologne | 4 juin, Lanxess Arena, Cologne |
|  |                      |                        |                                |                      | 26                 | 23                     |                  |                  |                                |                                |                                |                                | 3 juin, Lanxess Arena, Cologne | 3 juin, Lanxess Arena, Cologne | 3 juin, Lanxess Arena, Cologne | 3 juin, Lanxess Arena, Cologne |  |  | 4 juin, Lanxess Arena, Cologne | 4 juin, Lanxess Arena, Cologne | 4 juin, Lanxess Arena, Cologne | 4 juin, Lanxess Arena, Cologne |
|  |                      | 22 et 27 avril         |                                |                      |                    |                        |                  |                  |                                |                                |                                |                                | 3 juin, Lanxess Arena, Cologne | 3 juin, Lanxess Arena, Cologne | 3 juin, Lanxess Arena, Cologne | 3 juin, Lanxess Arena, Cologne |  |  | 4 juin, Lanxess Arena, Cologne | 4 juin, Lanxess Arena, Cologne | 4 juin, Lanxess Arena, Cologne | 4 juin, Lanxess Arena, Cologne |
|  |                      |                        |                                |                      |                    |                        |                  |                  |                                |                                |                                |                                | 3 juin, Lanxess Arena, Cologne | 3 juin, Lanxess Arena, Cologne | 3 juin, Lanxess Arena, Cologne | 3 juin, Lanxess Arena, Cologne |  |  | 4 juin, Lanxess Arena, Cologne | 4 juin, Lanxess Arena, Cologne | 4 juin, Lanxess Arena, Cologne | 4 juin, Lanxess Arena, Cologne |
|  | A1                   | FC Barcelone           | 25                             | 25                   |                    |                        |                  |                  |                                |                                |                                |                                |                                |                                |                                |                                |  |  | 4 juin, Lanxess Arena, Cologne | 4 juin, Lanxess Arena, Cologne | 4 juin, Lanxess Arena, Cologne | 4 juin, Lanxess Arena, Cologne |
|  | A1                   | FC Barcelone           | 25                             | 25                   | 26 mars et 2 avril |                        |                  |                  |                                |                                |                                |                                |                                |                                |                                |                                |  |  | 4 juin, Lanxess Arena, Cologne | 4 juin, Lanxess Arena, Cologne | 4 juin, Lanxess Arena, Cologne | 4 juin, Lanxess Arena, Cologne |
|  |                      |                        | B1                             | Vardar Skopje        | 26                 | 26                     |                  |                  |                                |                                |                                |                                |                                |                                |                                |                                |  |  | 4 juin, Lanxess Arena, Cologne | 4 juin, Lanxess Arena, Cologne | 4 juin, Lanxess Arena, Cologne | 4 juin, Lanxess Arena, Cologne |
|  | B5                   | HC Meshkov Brest       | B1                             | Vardar Skopje        | 26                 | 26                     | 25               | 26               |                                |                                |                                |                                |                                |                                |                                |                                |  |  | 4 juin, Lanxess Arena, Cologne | 4 juin, Lanxess Arena, Cologne | 4 juin, Lanxess Arena, Cologne | 4 juin, Lanxess Arena, Cologne |
|  | B5                   | HC Meshkov Brest       | 3 juin, Lanxess Arena, Cologne |                      |                    |                        | 25               | 26               |                                |                                |                                |                                |                                |                                |                                |                                |  |  | 4 juin, Lanxess Arena, Cologne | 4 juin, Lanxess Arena, Cologne | 4 juin, Lanxess Arena, Cologne | 4 juin, Lanxess Arena, Cologne |
|  | A4                   | SG Flensburg-Handewitt | 26                             | 28                   |                    |                        |                  |                  |                                |                                |                                |                                |                                |                                |                                |                                |  |  | 4 juin, Lanxess Arena, Cologne | 4 juin, Lanxess Arena, Cologne | 4 juin, Lanxess Arena, Cologne | 4 juin, Lanxess Arena, Cologne |
|  | A4                   | SG Flensburg-Handewitt | 26                             | 28                   | A4                 | SG Flensburg-Handewitt | 24               | 27               |                                |                                |                                |                                |                                |                                |                                |                                |  |  | 4 juin, Lanxess Arena, Cologne | 4 juin, Lanxess Arena, Cologne | 4 juin, Lanxess Arena, Cologne | 4 juin, Lanxess Arena, Cologne |
|  |                      |                        |                                |                      | A4                 | SG Flensburg-Handewitt | 24               | 27               |                                |                                |                                |                                |                                |                                |                                |                                |  |  | 4 juin, Lanxess Arena, Cologne | 4 juin, Lanxess Arena, Cologne | 4 juin, Lanxess Arena, Cologne | 4 juin, Lanxess Arena, Cologne |
|  |                      |                        | B1                             | Vardar Skopje        | 26                 | 35                     |                  |                  |                                |                                |                                |                                |                                |                                |                                |                                |  |  | 4 juin, Lanxess Arena, Cologne | 4 juin, Lanxess Arena, Cologne | 4 juin, Lanxess Arena, Cologne | 4 juin, Lanxess Arena, Cologne |
|  |                      |                        |                                |                      | 26                 | 35                     |                  |                  |                                |                                |                                |                                |                                |                                |                                |                                |  |  | 4 juin, Lanxess Arena, Cologne | 4 juin, Lanxess Arena, Cologne | 4 juin, Lanxess Arena, Cologne | 4 juin, Lanxess Arena, Cologne |
|  |                      | 23 et 29 avril         |                                |                      |                    |                        |                  |                  |                                |                                |                                |                                |                                |                                |                                |                                |  |  | 4 juin, Lanxess Arena, Cologne | 4 juin, Lanxess Arena, Cologne | 4 juin, Lanxess Arena, Cologne | 4 juin, Lanxess Arena, Cologne |
|  |                      |                        |                                |                      |                    |                        |                  |                  |                                |                                |                                |                                |                                |                                |                                |                                |  |  | 4 juin, Lanxess Arena, Cologne | 4 juin, Lanxess Arena, Cologne | 4 juin, Lanxess Arena, Cologne | 4 juin, Lanxess Arena, Cologne |
|  | B1                   | Vardar Skopje          | 24                             | 24                   |                    |                        |                  |                  |                                |                                |                                |                                |                                |                                |                                |                                |  |  |                                |                                |                                |                                |
|  | B1                   | Vardar Skopje          | 24                             | 24                   | 26 mars et 2 avril |                        |                  |                  |                                |                                |                                |                                |                                |                                |                                |                                |  |  |                                |                                |                                |                                |
|  |                      |                        | A2                             | Paris Saint-Germain  | 23                 | 23                     |                  |                  |                                |                                |                                |                                |                                |                                |                                |                                |  |  |                                |                                |                                |                                |
|  | A6                   | Bjerringbro-Silkeborg  | A2                             | Paris Saint-Germain  | 23                 | 23                     | 24               | 24               |                                |                                |                                |                                |                                |                                |                                |                                |  |  |                                |                                |                                |                                |
|  | A6                   | Bjerringbro-Silkeborg  |                                |                      |                    |                        |                  | 24               |                                |                                |                                |                                |                                |                                |                                |                                |  |  |                                |                                |                                |                                |
|  | B3                   | SC Pick Szeged         | 26                             | 33                   |                    |                        |                  |                  |                                |                                |                                |                                |                                |                                |                                |                                |  |  |                                |                                |                                |                                |
|  | B3                   | SC Pick Szeged         | 26                             | 33                   | B3                 | SC Pick Szeged         | 27               | 30               |                                |                                |                                |                                |                                |                                |                                |                                |  |  |                                |                                |                                |                                |
|  | 25 mars et 1er avril |                        |                                |                      | B3                 | SC Pick Szeged         | 27               | 30               |                                |                                |                                |                                |                                |                                |                                |                                |  |  |                                |                                |                                |                                |
|  |                      |                        | A2                             | Paris Saint-Germain  | 30                 | 30                     |                  |                  |                                |                                |                                |                                |                                |                                |                                |                                |  |  |                                |                                |                                |                                |
|  | K1                   | HBC Nantes             | A2                             | Paris Saint-Germain  | 30                 | 30                     | 26               | 27               |                                |                                |                                |                                |                                |                                |                                |                                |  |  |                                |                                |                                |                                |
|  | K1                   | HBC Nantes             | 22 et 30 avril                 |                      |                    |                        | 26               | 27               |                                |                                |                                |                                |                                |                                |                                |                                |  |  |                                |                                |                                |                                |
|  | A2                   | Paris Saint-Germain    | 26                             | 35                   |                    |                        |                  |                  |                                |                                |                                |                                |                                |                                |                                |                                |  |  |                                |                                |                                |                                |
|  | A2                   | Paris Saint-Germain    | 26                             | 35                   | A2                 | Paris Saint-Germain    | 27               | 27               |                                |                                |                                |                                |                                |                                |                                |                                |  |  |                                |                                |                                |                                |
|  | 25 mars et 1er avril |                        |                                |                      | A2                 | Paris Saint-Germain    | 27               | 27               |                                |                                |                                |                                |                                |                                |                                |                                |  |  |                                |                                |                                |                                |
|  |                      |                        | A3                             | Veszprém KSE         | 26                 | 26                     |                  |                  |                                |                                |                                |                                |                                |                                |                                |                                |  |  |                                |                                |                                |                                |
|  | B6                   | RK Zagreb              | A3                             | Veszprém KSE         | 26                 | 26                     | 22               | 19               |                                |                                |                                |                                |                                |                                |                                |                                |  |  |                                |                                |                                |                                |
|  | B6                   | RK Zagreb              |                                |                      |                    |                        |                  | 19               |                                |                                |                                |                                |                                |                                |                                |                                |  |  |                                |                                |                                |                                |
|  | A3                   | Veszprém KSE           | 23                             | 29                   |                    |                        |                  |                  |                                |                                |                                |                                |                                |                                |                                |                                |  |  |                                |                                |                                |                                |
|  | A3                   | Veszprém KSE           | 23                             | 29                   | A3                 | Veszprém KSE           | 26               | 30               | Troisième place                | Troisième place                | Troisième place                | Troisième place                |                                |                                |                                |                                |  |  |                                |                                |                                |                                |
|  | 26 mars et 2 avril   |                        |                                |                      | A3                 | Veszprém KSE           | 26               | 30               | Troisième place                | Troisième place                | Troisième place                | Troisième place                |                                |                                |                                |                                |  |  |                                |                                |                                |                                |
|  |                      |                        | K2                             | Montpellier Handball | 23                 | 25                     |                  |                  | 4 juin, Lanxess Arena, Cologne | 4 juin, Lanxess Arena, Cologne | 4 juin, Lanxess Arena, Cologne | 4 juin, Lanxess Arena, Cologne |                                |                                |                                |                                |  |  |                                |                                |                                |                                |
|  | K2                   | Montpellier Handball   | K2                             | Montpellier Handball | 23                 | 25                     | 33               | 28               | 4 juin, Lanxess Arena, Cologne | 4 juin, Lanxess Arena, Cologne | 4 juin, Lanxess Arena, Cologne | 4 juin, Lanxess Arena, Cologne |                                |                                |                                |                                |  |  |                                |                                |                                |                                |
|  | K2                   | Montpellier Handball   |                                |                      |                    |                        |                  | 28               |                                |                                | A1                             | FC Barcelone                   | 30                             | 30                             |                                |                                |  |  |                                |                                |                                |                                |
|  | B2                   | KS Kielce              | 28                             | 26                   |                    |                        |                  |                  |                                |                                | A1                             | FC Barcelone                   | 30                             | 30                             |                                |                                |  |  |                                |                                |                                |                                |
|  | B2                   | KS Kielce              | 28                             | 26                   | A3                 | Veszprém KSE           | 34               | 34               |                                |                                |                                |                                |                                |                                |                                |                                |  |  |                                |                                |                                |                                |
|  |                      |                        |                                |                      |                    |                        |                  |                  |                                |                                |                                |                                |                                |                                |                                |                                |  |  |                                |                                |                                |                                |

Remarque
Le classement indiqué devant chaque équipe est celui de la poule haute (par exemple, A4 signifie 4e de la poule A). K1 et K2 désignent les deux équipes issues des demi-finales de qualification.

### Huitièmes de finale
Les huitièmes de finale se sont déroulés entre le 22 et 26 mars (aller) et entre le 29 mars et le 2 avril (retour).
| Équipe                | Aller   | Total   | Retour  | Équipe                 |
| --------------------- | ------- | ------- | ------- | ---------------------- |
| HBC Nantes            | 26 – 26 | 53 – 61 | 27 – 35 | Paris Saint-Germain    |
| Montpellier Handball  | 33 – 28 | 61 – 54 | 28 – 26 | KS Kielce              |
| RK Zagreb             | 22 – 23 | 41 – 52 | 19 – 29 | Veszprém KSE           |
| Bjerringbro-Silkeborg | 24 – 26 | 48 – 59 | 24 – 33 | SC Pick Szeged         |
| HC Meshkov Brest      | 25 – 26 | 51 – 54 | 26 – 28 | SG Flensburg-Handewitt |
| THW Kiel              | 24 – 25 | 50 – 49 | 26 – 24 | Rhein-Neckar Löwen     |

Les huitièmes de finale sont principalement  marqués par l’élimination du tenant du titre, le club polonais du KS Kielce par le club français du Montpellier Handball. Les autres résultats sont conformes à la hiérarchie si ce n’est dans le duel germano-allemand la victoire du THW Kiel, 5e de la poule A, face aux Rhein-Neckar Löwen, 4e de la poule B.

### Quarts de finale
Les quarts de finale se sont déroulés entre le 19 et 23 avril (aller) et entre le 26 et le 30 avril (retour).
| Équipe                 | Aller   | Total   | Retour  | Équipe               |
| ---------------------- | ------- | ------- | ------- | -------------------- |
| THW Kiel               | 28 – 26 | 46 – 49 | 18 – 23 | FC Barcelone         |
| SG Flensburg-Handewitt | 24 – 26 | 51 – 61 | 27 – 35 | Vardar Skopje        |
| SC Pick Szeged         | 27 – 30 | 57 – 60 | 30 – 30 | Paris Saint-Germain  |
| Veszprém KSE           | 26 – 23 | 56 – 48 | 30 – 25 | Montpellier Handball |

### Final Four
Le Final Four a lieu dans la Lanxess Arena de Cologne, les 3 et 4 juin 2017. Le tirage au sort a eu lieu le 2 mai à Cologne.
|  | Demi-finales        | Demi-finales        |                        |    | Finale             | Finale             |
|  | Demi-finales        | Demi-finales        |                        |    | Finale             | Finale             |
|  |                     |                     |                        |    |                    |                    |
|  | 3 juin 2017, 18h00  | 3 juin 2017, 18h00  |                        |    | 4 juin 2017, 18h00 | 4 juin 2017, 18h00 |
|  | 3 juin 2017, 18h00  | 3 juin 2017, 18h00  |                        |    | 4 juin 2017, 18h00 | 4 juin 2017, 18h00 |
|  | FC Barcelone        | 25                  |                        |    | 4 juin 2017, 18h00 | 4 juin 2017, 18h00 |
|  | FC Barcelone        | 25                  |                        |    | 4 juin 2017, 18h00 | 4 juin 2017, 18h00 |
|  | Vardar Skopje       | 26                  |                        |    | 4 juin 2017, 18h00 | 4 juin 2017, 18h00 |
|  | Vardar Skopje       | 26                  | Vardar Skopje          | 24 |                    |                    |
|  | 3 juin 2017, 15h15  |                     | Vardar Skopje          | 24 |                    |                    |
|  |                     | Paris Saint-Germain | 23                     |    |                    |                    |
|  | Paris Saint-Germain | Paris Saint-Germain | 23                     | 27 |                    |                    |
|  | Paris Saint-Germain |                     |                        | 27 |                    |                    |
|  | Veszprém KSE        | 26                  |                        |    |                    |                    |
|  | Veszprém KSE        | 26                  | Match pour la 3e place |    |                    |                    |
|  |                     |                     |                        |    |                    |                    |
|  | 4 juin 2017, 15h15  |                     |                        |    |                    |                    |
|  |                     |                     |                        |    |                    |                    |
|  | FC Barcelone        | 30                  |                        |    |                    |                    |
|  | FC Barcelone        | 30                  |                        |    |                    |                    |
|  | Veszprém KSE        | 34                  |                        |    |                    |                    |
|  | Veszprém KSE        | 34                  |                        |    |                    |                    |

## Les champions d'Europe
| Champion d'Europe - Ligue des champions 2016-2017 Vardar Skopje 1er titre |

## Statistiques et récompenses

### Équipe-type
| Pérez de Vargas Gensheimer Fabregas Tomás Hansen N. Karabatic Dujshebaev Meilleur défenseur : Luka Karabatic Meilleur espoir : Nedim Remili Meilleur entraîneur : Raúl González Gutiérrez Meilleur buteur : Uwe Gensheimer (115 buts) |

Le 27 avril 2017, une liste de 45 joueurs (5 par catégorie) et 5 entraîneurs ont été nommés. Le 1er juin 2017, à la veille du Final Four, l'équipe-type de la Ligue des champions 2016-2017 a été désignée par une combinaison d'internautes (près de 30 000), de représentants des medias et un panel d'experts :
| Poste          | Joueur                  | Club                 |
| -------------- | ----------------------- | -------------------- |
| Gardien de but | Gonzalo Pérez de Vargas | FC Barcelone         |
| Ailier gauche  | Uwe Gensheimer          | Paris Saint-Germain  |
| Arrière gauche | Mikkel Hansen           | Paris Saint-Germain  |
| Demi-centre    | Nikola Karabatic        | Paris Saint-Germain  |
| Pivot          | Ludovic Fabregas        | Montpellier Handball |
| Arrière droit  | Alex Dujshebaev         | Vardar Skopje        |
| Ailier droit   | Víctor Tomás            | FC Barcelone         |
| Défenseur      | Luka Karabatic          | Paris Saint-Germain  |
| Espoir         | Nedim Remili            | Paris Saint-Germain  |
| Entraîneur     | Raúl González Gutiérrez | Vardar Skopje        |

À noter qu'aucun n'avait été désigné la saison précédente.

### Statistiques
À l'issue de la compétition, les meilleurs buteurs, hors tours de qualification, sont :
| Rang | Joueur           | Club                 | Buts | MJ | Moy. |
| ---- | ---------------- | -------------------- | ---- | -- | ---- |
| 1    | Uwe Gensheimer   | Paris Saint-Germain  | 115  | 20 | 5,8  |
| 2    | Mikkel Hansen    | Paris Saint-Germain  | 99   | 19 | 5,2  |
| 3    | Momir Ilić       | Veszprém KSE         | 89   | 20 | 4,5  |
| 4    | Jure Dolenec     | Montpellier Handball | 88   | 16 | 5,5  |
| 4    | Zsolt Balogh     | SC Pick Szeged       | 88   | 18 | 4,9  |
| 6    | Kiril Lazarov    | FC Barcelone         | 85   | 18 | 4,8  |
| 7    | Gábor Császár    | Kadetten Schaffhouse | 84   | 14 | 6,0  |
| 8    | Alex Dujshebaev  | Vardar Skopje        | 83   | 18 | 4,6  |
| 9    | Rastko Stojković | HC Meshkov Brest     | 81   | 16 | 5,1  |
| 9    | Nedim Remili     | Paris Saint-Germain  | 81   | 19 | 4,3  |